# ケダ州
- クダ州
- ケダ州

ケダ州（ケダしゅう、ラテン文字: Kedah, ジャウィ: قدح、クダは誤記載）は、マレーシアの行政区画 (州) の一つである。

## 概要
半島部マレーシアの北部西岸に位置しており、州の北側にはぺルリス州があり、北東にタイ南端 (ヤラー県、ソンクラー県) と国境を接し、南側にはペナン州とペラ州と接している。州都はアロー・スター。
水田が一面に広がる、国内有数の穀倉地帯である。初代首相のラーマンやマハティール首相の出身地としても知られる。

## 地理
ケダ州の面積は 9,428 km2で、稲作に適する平野部がそのほとんどを占めている。
州都アロー・スターは2003年12月21日に (一般) 市から特別市へ昇格した。他にも大きな町として、半島部にスンガイ・ペタニとクリムがあり、ランカウイ島にクア (Kuah) がある。

## 隣接州
- ぺルリス州
- ソンクラー県
- ヤラー県
- ペラ州
- ペナン州

## 州政府の地域行政区分
- バリン郡（英語版） (Daerah Baling)
- バンダル・バル郡（英語版） (Daerah Bandar Bahru)
- コタ・スター郡（英語版） (Daerah Kota Setar)
- クアラ・ムダ郡（英語版） (Daerah Kuala Muda)
- クバン・パス郡（英語版） (Daerah Kubang Pasu)
- クリム郡（英語版） (Daerah Kulim)
- ランカウイ郡 (Daerah Langkawi)
- パダン・トゥラップ郡（英語版） (Daerah Padang Terap)
- ペンダン郡（英語版） (Daerah Pendang)
- ポコ・セナ郡（英語版） (Daerah Pokok Sena)
- シッ郡（英語版） (Daerah Sik)
- ヤン郡（英語版） (Daerah Yan)

## 地方自治体
- 特別市
  - アロースター特別市 (Majlis Bandaraya Alor Setar)
- 市
  - クリム市 (Majlis Perbandaran Kulim)
  - スンガイ・ぺタニ市 (Majlis Perbandaran Sungai Petani)
  - ランカウイ市 (Majlis Perbandaran Langkawi)
- 町
  - バリン町 (Majlis Daerah Baling)
  - バンダル・バハル町 (Majlis Daerah Bandar Baharu)
  - クバン・パス町 (Majlis Daerah Kubang Pasu)
  - パダン・トゥラップ町 (Majlis Daerah Padang Terap)
  - ペンダン町 (Majlis Daerah Pendang)
  - シッ町 (Majlis Daerah Sik)
  - ヤン町 (Majlis Daerah Yan)

## 民族構成
ケダ州の人口は、2015年のデータでは、2,071,900 人。
その内訳は、マレー系と先住民族（シャム人も含む）ブミプトラが 1,574,400人、中国系が 263,200 人、インド系が 143,200 人、非マレーシア人が 71,500 人、その他の民族が 19,600人となっている。

## 歴史
ケダの考古学的遺物から初期の政権はヒンドゥー・仏教系文明であったとされる。南インドのタミール系の遺跡が発見されており、少なくとも110A.D.には根拠地が存在していた故にマレー半島でもっとも古い王国と言われる。（英語版Kedah参照）初期の根拠地はケダ南部にあった。ジュライ山はマラッカ海峡の海上からよく見える目印であり、その山の麓のブジャング盆地には4世紀から11世紀までのヒンドゥー系遺物が多数出土している。
また、ケダの歴史を伝えるヒカヤット・メロンマハーワンサ (Hikayat Merong Mahawangsa) によると、ローマ（Rum）の国から中国へ向かう航海の途中にガルーダ鳥におそわれてやむなく漂着した地がマレー半島のケダ南部にあるジュライ山であり、メロンマハーワンサ王子はそこに根拠地を設け、息子のラジャ・メロン・マハープディサット（Raja Merong Mahapodisat）に譲り、この地をランカスカ（Langkasuka）と名付けてローマに帰国した。ラジャ・メロン・マハープディサット王はこの国の名をランカスカからクダ（Kedah Zamin Turan）は変えたとされる。ラジャ・メロン・マハープディサット王は国を3つに分け、長男をシャムの王、次男をペラの王、末男をパタニの王にした。パタニの王になった末の息子は父王の死後、クダ王国を継いで、ブンガマス（Bunga Mas dan Pedak）と呼ばれる金と銀の一対の樹木状細工物をシャムへ送り、これをシャムは朝貢の印として扱った。このヒカヤット・メロンマハーワンサの物語は18世紀以降に成立したかあるいはその頃の写本であるが、歴史的事実として認めがたい面もあるが、ケダとパタニの間には河川を介した複数の交易路が存在し、半島を横断する交易国を示唆する。なおヒカヤット・メロンマハーワンサ (Hikayat Merong Mahawangsa) の歴史史料としての扱いにはHikayat Pataniと同じく注意を要する。
ケダ王国は、インド洋方面からの航海者によってカターハ（Kataha) や、カダーラム (Kadaram)、カラバール (Kalah-Bar ) などの名で知られていた。
7世紀から8世紀に渡って、ケダ王国はシュリーヴィジャヤ王国 (現在のスマトラ島を中心としたマレー系王国) の干渉を受け、統治された。ただしシュリーヴィジャヤの中国への朝貢では「三仏斉」という名がそれにあたると思われるが、南インドのチョーラ (Chola) 朝こと「注輩」がケダ南部に進出していた時期とかさなり、「三仏斉注輩」という名での朝貢が記録されている。朝貢政体の継承を重んじる中国王朝に対して「三仏斉」という名を冠したマレー半島・スマトラの港市国家群の集合体ではないかという説もあり、具体的な支配の実態は不明である。
現在のケダ王家の系譜では、ヒンドゥー・仏教時代のデュルバル・ラジャ1世（Durbar Raja I 330–390）を初代のラジャとし、プラ・オン・マハーワンサ (Phra Ong Maha Wangsa) ことデュルバル・ラジャ2世 (Durbar Raja II  956–1136) がイエメンのイスラーム導師によってイスラームに改宗し、ムザファル・シャー1世 (Mudzaffar Shah I 1136–1179) になったとされる。
1136年、ケダ・スルタン国（Kedah Sultanate、1136年-現在）が成立したとされる。ヒカヤット・メロンマハーワンサの記述により、このときケダはイスラーム化したとされるが、アチェの記録からイスラーム化は15世紀であるという説が有力である。なお、公式のケダの歴史ではスルタンの称号が続いている。
なお、ケダは成立当時からシャムとの関係が深く、マレー半島の南タイのナコンシータマラート (Nakhon Si Thammarat　นครศรีธรรมราช) の12の衛星都市の1つとして数えられている。ヒカヤット・メロンマハーワンサのメロン（Merong）はサンスクリット語源のタイ語で「辰」にあたり、タイ語ではケダのことをいまでも「サイブリ (Saiburi ไทรบุรี)」と呼び、ナコンシータマラートシータマラートの縁起史料では辰 (marong มะโรง) に当たる国である。ナコンシータマラートが、スコータイのラームカムヘン大王碑文（1252年）に国土の一部として名前が記されているため、その当時からのシャムの朝貢国 (prathetsarat) とみなされている。ラームカムヘン大王碑文についても疑義があるが、タイでは王制と結びつく微妙な問題であるので批判は難しい。そのため、シャムの中央（スコータイ、アユタヤ）とナコンシータマラートとケダの関係については、東南アジア前近代の政権構造として中央政権と地方政権、さらにその以遠の辺縁の港市国家との間の分節的支配関係であるとみなされる。交易ネットワークで認識するとシャムの東西交易、またジャワ方面との南北交易の中継地としての意義が強いと考えられる。
1280–1321にケダを当地したムハマッド・シャー1世（Mahmud Shah I）はそれまで南部にあった首都を遷都し、北部、現在のクバンパス郡にコタ・シプティ (Kota Siputih) を建設した。もとはアチェやビルマに対する防塁であった。
ケダは港市としては弱体な政権であり、北にシャムとビルマという強国がおり、シャムの命令によってシャムの戦争支援の米を提供するなどしつつ、スルタンなどイスラームネットワークによってマラッカやペラなどの近隣の同じマレー系政権と婚姻関係などで結びついていたがその紐帯は不安定であった。
17世紀に、香辛料貿易の独占を巡る争いがマラッカ海峡で激化し、マラッカを倒したポルトガルなど西欧商人に交易品を売っていたケダは、アチェ王国 (現インドネシアのアチェ州) のイスカンダール・シャーによって攻撃を受け、スルタン・スレイマン・シャー2世 (Sulaiman Shah II　1602–1626) は1619年にアチェに連れ去られた。アチェの目的はポルトガルへの交易を妨害することであったため、黒胡椒の産地として知られていたランカウィー島の農地を破壊した。ケダのスルタン位はスルタン・スレイマン・シャー2世の息子であるリジャウッディン・ムハンマッド・シャー（Rijaluddin Muhammad Shah　1626 -1652）が継ぎ、シャムに援助を求めたがシャム中央（アユタヤ朝）は王位継承の混乱期であった。同じ時期に疫病がはやったことなどもあって、シャムの南部の拠点であるナコンシータマラートでもイスラーム勢力からの攻撃をうけ、また中央の政争の結果としてオークヤ・セーナー・ピヌックこと山田長政として知られる日本人総督の到着とその後の謀殺、オークヤ・セーナー・ピヌックの息子であるオニン（Onin）のナコンシータマラート統治へのナコンシータマラート貴族や市民の反感などで乱がおこり、シャムはケダの状況にまで手が回らなかったと考えられる。胡椒は結果的にオランダ東インド会社が独占に成功したが、マレー半島中部の胡椒は戦乱による農地破壊と病気の流行により下火となる。
1726年、ケダ王国の首都は現在の州都アロースター（Alor Star) に遷都する。
ケダにとってシャムとビルマの絶え間ない戦いは懸念の材料であった。18世紀後半、ビルマは数度にわたってアユタヤを攻め、攻撃ルートは南部のマレー半島をも経由するものとなった。アユタヤ朝が1767年にビルマの攻撃によって壊滅したとき、アユタヤの朝貢国であったケダ、パタニ、トレンガヌなどのマレー系朝貢国はシャムから解放されたとみなした。
しかし、アユタヤに代わってタークシンがシャム・トンブリー朝を建て、次いで現王朝であるラタナコーシン朝のラーマ一世はアユタヤ時代の勢力圏を取り戻すべくマレー半島の旧朝貢国に朝貢を求めた（1786年）。朝貢を拒否したパタニはラーマ一世の親征を受けて降伏したため、様子見をしていたクダーは朝貢関係を再び受け入れることにした。
当時、イギリス東インド会社はベンガル湾に根拠地を求めており、最初はシャムのプーケットを求めたが拒否され、次いでクダーの所領であるペナン島を求めた。ケダのアブドゥル・ムカラム・シャー (Abdullah Mukarram Shah　1778–1797) はフランシス・ライトに対してペナンを租借する条件として「敵からの保護」具体的にはシャムやビルマからの保護を求めたが英国本国はそれを拒否し、年金を支払うことで解決すること、アヘンを低額で販売することなどを条件とし、結局正式な決着のつかないまま、英国艦隊が1786年にペナンに上陸してこれを事実上占領した。ケダはシャムへの朝貢と英国へのペナン（のちに対岸のProbince Wellsley地方＝Seberang Perai) の租借を同時に行ったことになる。英国は「シャムからの保護」を約束しなかったが、クダ側はその後もそれを期待し続けた。
1791年パタニでイスラーム導師による反シャム騒乱が起こり（Tok Sayatの乱）シャム中央軍とナコンシータマラートやソンクラーの軍隊が隣国のパタニ王国 (現在のタイ深南部三県) を制圧した。ケダは、イギリスに派兵を要求したが断わられた。
1791年5月1日、ケダ王国は10,000人からなる大軍によるペナン島回復戦を計画したが、事前にフランシス・ライトに察知され、ペナンを取り返すどころか拠点のスブラン・プライを奪われた。ペナン島には期待したほどの造船能力がなく、また食糧調達などで不安があったため、英国はペナンとスブラン・プライを合わせて英国領とすることで、スルタンに払う年金を20000スペインドルとしたが、アブドゥル・ムカラム・シャーの死後、スルタン位を継いだジアッディン・ムカラム・シャー2世（Dziaddin Mukarram Shah II　1797-1803）に対し、先のスルタンの息子達の間ではペナン租借年金の配分について不満があった。とくに、自分がスルタン位を継ぐべきと考えていた先のスルタンの息子アフマッド・タジュッディンは個人的に親しいソンクラーの華人系シャム領主と繋がりをもってシャムの首都宮廷に行き正式にクダー領主の称号「プラヤー・サイブリー」を得て、ソンクラー軍を率いてクダーに入り、伯父のスルタンを廃して、自らがスルタン・アフマッド・タジュッディン・ハリム・シャー2世 (Ahmad Tajuddin Halim Shah II 1803 - 1821,1842 -1845) となった。
1809年、ビルマはシャムのインド洋側の重要港市であるタラーン国（プーケットなどをふくむ港市群）を襲い壊滅的な被害をもたらしたが、スルタン・アフマッド・タジュッディン・ハリム・シャー2世はシャムの援助によって即位した事情から、その戦闘への参加を断ることができず、ケダの軍事拠点であるランカウィーの領主や、多島海のオラン・ラウト兵士らの協力を得て、ビルマ軍の掃討戦に加わった。
1812-13年、ナコンシータマラートは錫の産地であるペラをも朝貢国とするべく派兵を検討するが、ケダはその通路となり国土が荒廃するのを恐れて、ケダのスルタンは自らがペラを攻撃、シャムへの朝貢をさせることを約束してペラを攻撃し、勝利してシャムへの朝貢を約束させたが、ケダ自身もそのために国力が疲弊した。
1821年、シャムのチャクリー王朝 (ラタナコーシン朝）下で当時マレー半島の軍事拠点であるナコンシータマラートは同時に、交易による蓄財でソンクラーとライバル関係にあったが、有能な領主ノーイはプーケットが破壊されたことから、繁栄するペナンとその南のペラへの錫に目をつけて、ケダが前年朝貢品を貢納しなかったこと、ビルマ王からケダ王へのシャム掃討協力の手紙を入手したことを理由に、ケダの攻撃を計画した。1821年にナコンシータマラート軍はクアラ・ケダを奇襲し、多数を殺害、捕虜として1842年までケダをシャム人領主による直接支配下に置いた。ケダのスルタン・アフマッド・タジュッディン・ハリム・シャー2世はかろうじてペナン島に逃れて英国東インド会社に保護を要請し、ケダ領から多数の難民が英国領へ押し寄せた。このナコンシータマラートによるクダー支配の時期をクダのマレー人たちは「プラン・ムソビシ（Prang Musuh Bisik =敵の来襲を囁く戦争）」と呼び長らくマレー人村落の伝承記憶として伝えられている。ケダの民は、シャム人を恐れると同時に、ケダスルタンの親族らと協力してケダの奪還を何度も試みた。
1822年、ペナンの英国東インド会社はペナンへの補給の確保を求めて、さらにケダ・スルタンの問題を解決するべく官吏のクラウファードをシャム中央宮廷に派遣するも、シャム中央宮廷では、ケダからの戦利品や奴隷として連れ帰ったマレー人捕虜を貴族や王族が分け合っており、朝貢国ケダの問題はそれを監督するナコンシータマラートの間の事案であると取り合ってもらえなかった。
1824年、イギリス・オランダ両国にて、マレー半島（マラッカ海峡）を中心とする地区の勢力範囲を定めた英蘭協約を締結（現マレーシア領をイギリス、現インドネシア領をオランダが支配するように分割整理）。英国はマレー半島をまるごと入手したが、ペナンはシンガポールの登場と発展によって、英国の主力拠点とはならなかった。マラッカに居た華人系、プラナカン商人たちは商業の利益にさとく、最初ペナンに移住したが、そこからシンガポールに移住して商売を拡大した。
1826年、ナコンシータマラートの領主ノーイはペラをも領地として獲得する許可をシャム中央政府から得ていたため、ペラに朝貢を迫ったが、ペラからのシャムへの朝貢隊がセランゴールのブギス系スルタン軍に略奪されるという事件が起こり、自らが軍事港として開発したトラン (Trang) から艦隊を送ろうとしたが、英国海軍によって阻止された。しかし、英国はこの期に先のシャムとの交渉の不調を回復すべく、タイ語とマレー語に堪能なバーネイ (Burney) をシャムに送って交渉した。その結果ペナンの地位の保障、ペラへのシャムの進軍の阻止には成功したが、同時にこのバーネイ条約第13条によって、シャムに敵対する勢力は海賊と見なし、英国がシャム軍を補完して海賊掃討をするという条件をつけられた。
1831年　ケダを失地回復しようとするスルタンの処遇についても英国はもてあましていた。バーネイ条約の規定によりケダより離れたマラッカやブルアスにスルタン一家の移送を迫ったがスルタンは抵抗した。そして、親族であるトンク・クディン (Tongku Kedin) のグループが反シャム反乱を起こしたが、ナコンシータマラート軍によって制圧されて自決した。
1838-1839年、同じくスルタンの親族であるトンク・モハマッド・サード (Tongku Mohamad Saad) とワン・マット・アリ (Wan Mat Ali) がケダ回復の戦乱を起こす。この戦乱では、仏教徒の支配者に対する「ジハード（聖戦）」も叫ばれ、シャムの隙をついたため、陸軍のトンク・モハマッド・サードの軍は一時勢力を拡大して、ソンクラーを包囲するまでになった。また、ワン・マット・アリは海でランカウィー島とサトゥーン（現在はタイの県だがプルリスと同じくケダ王国領である）を押さえ、シャム軍、なかにはシャム側についているムスリム軍とも戦った。
　たまたまシャム宮廷での王族の葬儀に参加していたナコンシータマラート領主のノーイやソンクラー領主はいそぎ領地に帰って掃討戦を展開し、トンク・モハマッド・サードはとらえられ、ワン・マット・アリはアンダマン海方面に逃亡した。ペナンの英国艦隊はマラッカ海峡の海賊掃討を任務としていたが、心情的にはケダ難民に同情していたがやむを得ずバーネイ条約の規定に従って、これらケダの失地回復軍を「海賊」と見なして攻撃せざるを得ず、彼らを捕らえた。
　この戦乱によって、シャム中央宮廷ではケダを仏教徒が支配するのは無理であるとの結論に達し、同時にナコンシータマラートの領主ノーイが急な病没（毒殺説もある）をしたこともあって、ケダ側の代表としてトンク・アヌム（Tongku Anum) と協議を重ね、ケダ王国をケダ、クバンパス、プルリス、サトゥーンに4分割して、ケダに元のスルタン・アフマッド・タジュッディン・ハリム・シャーの復帰を許し、シャムとクダーの朝貢路であり重要な交易路のとおるクバンパスをトンク・アヌムに、プルリスをラジャ・ロン・コロック（Raja Long Krok）に、サトゥーンをケダ・スルタンと対立してきたトンク・ビスヌ (Tunku Bisnu) の息子であるトンク・ムハマッド・アキブ (Tunku Muhammad Akib）に統治させた。
クバンパスはトンク・アヌムとその息子によって1839-1863年まで統治されたがその後、ケダに復帰統合された。プルリスはスルタンではなくラジャの統治する地域として独立し、同じくサトゥーンも独立した。
19世紀後半になって、戦乱が収まったことにより、ケダの治安が回復し、沿岸部の排水運河建設によって湿地から水田への転換が進み米生産量が増えた。しかし、国の財政が傾いて、その負債をシャムが負担したことで、アブドゥル・ハミッド・ハリム・シャー (Abdul Hamid Halim  1881- 1943) の時代には、シャムとの関係はいっそう緊密になった。シャムのラーマ5世との関係も良好であったが、アブドゥル・ハミッド・ハリム・シャーはシャムから妻を迎えた。その妻 チェ・マンジャララ（Che Menjalara @ Neang Nara Burirak Menjalara Luang Nara Burirak）との間に生まれたトゥンク・アブドゥル・ラーマンはマレーシア独立後の最初の首相である。
1909年の英泰条約によって英国とシャム中央政府が近代国境線を設定し、英領マラヤの非連合州として植民地になる。このとき、サトゥーンがシャムに残留した。
近代国境の設定によって、国境治安部隊や警察は国境を越えて犯罪人を捕らえることができなくなり、その結果シャムとケダの間での越境強盗（牛泥棒）が多発した。1930年代から1950年代には半島内地の山岳地域は、山賊、武装闘争をしていたマラヤ共産党の拠点、タイのパタニ独立派などが活動していたため危険視され、一部の国境、ドリアンブルンを経てシャム側ナータウィー方面に向かう道はは長らく閉鎖されてきた。
1941年　日本陸軍はシャム (タイ）領南部のソンクラーと英領マラヤのコタバルをシンガポール攻略の上陸地点とし、真珠湾攻撃の1時間前に上陸し、そこから上陸した日本陸軍の部隊が半島西部に侵攻した。ルートはソンクラーから南下し英国軍の基地のあったジトラを制圧し、一週間でシンガポールに到達した。日本軍はシャムとの約束通りに、ケダ州をシャムに移譲した。クダは日本軍の通過後のタイ軍の侵入と略奪を経験し、プラン・ムソビシ時代の恐怖を再び味わった。
1948年、戦後にイギリスに返還されていたが、マラヤ連邦 (Federation of Malaya) に加入した。
1950年に、タイとケダ間の治安状況の悪化のため、警備の為と称して国境から20km圏内は無人地帯とするように定められ、農民の強制移住政策 ( ニュービレッジ政策）が行われたが、マレーシアの他の州と異なり、クダーで移住対象になった村には国境設定以前から移住開拓してそこに住んでいたシャム人やタイ語（マレーシアでは「シャム語」と称す）を話すマレー人、サムサムと呼ばれた人々の村落が大半であった。強制移住は5年に至った。
1957年、8月31日、マラヤ連邦として独立。初代国王トゥアンク・アブドゥル・ラーマン、初代首相トゥンク・アブドゥル・ラーマンがケダ出身であること、タイ人の血がはいっていることをケダの人々は両国の現在の良好な関係からおおむね好意的に捕らえ、マレーシアの中でタイの文化（芸能や言葉）などの影響があることをクダの独自性と捉えている。
なお、タイと国境を接する州の住民には国境を越えて買いものにいくための特別な許可証が得られるので、車によってタイ側を往来するケダ州住民は多い。ペナンから南タイハジャイへの長距離バスやタクシーも手軽に利用できる。
近年は、政府主導による工業団地建設や、自然豊かな観光資源を活用した観光開発がすすめられており、今日、一大リゾートアイランドとなったランカウイ島 (Pulau Langkawi) もこのケダ州に含まれる。

## 経済
ケダ州は旧ケダ王国時代から港市国家として栄え、インド洋からの物品を複数の半島横断路によって東海岸のパタニやソンクラーなどに運ぶ交易路を有していた。東南アジアの胡椒交易が盛んになった17世紀にはパタニと同じく交易拠点として、胡椒、蘇木、インドからの布製品などがおもな交易品であった。こういう港市国家においては米の生産と輸出がしばしば米を生産できない地理的条件から、ジャワやシャムなどが米を王室の独占交易としてきたが、ケダの場合は18世紀後半に至っても、米は輸出禁止で商船の乗り組み員数と行く先に応じた量しか持ち出しは禁止であった。ケダ州の米作は15世紀頃にシャムから持ち込まれた米（長粒種）である。歴史的な開拓状況では、まず、マラッカ海峡に面するケダ平野の標高4メートル程度の湿地帯に生えるグラム森林を開拓することによって、洪水や海水の影響を排するために、排水運河が作られた。現在のSungai Beserがスルタンによって開拓されたその運河にあたると言われているが、主な運河建設は19世紀の中頃有力な大臣によって作られた数本の運河であり、米の輸出品としての生産に注目が集まったのはそれ以降である。また、米の二期作の可能性が判明すると、大規模な開拓が1960年代に実施され、マレーシアの米の3割を生産するマレーシア有数の穀倉地帯である。また、それとは別に南タイのビルマの戦乱期や疫病などから南タイの人々が漸次移住してきて、ケダの内陸湿地でまだ開拓されていない場所に農民自身の開拓により盆地に重力灌漑方式の水田を作っている。タイ式のナー型水田開拓であるとの指摘もある。この地域の人々は20世紀半ばあたりまでタイ語の南タイ方言にマレー語を交えた「シャム語」を話していたため、ケダの地名にはマレー語ではなくタイ語由来のものが見られる。
ケダの現在の主な産品としてはそのほか、ゴム、アブラヤシとタバコの生産地でもある。
ケダ州はタイとの国境入国管理所を複数、陸路と海路、鉄路で有している。旧ケダ王国としてのプルリスを含めると陸路国境は4つあり、もっともよく使われる陸路はマレーシア側ブキット・カユ・ヒタム (Bukit Kayu Hitam) タイ側サダオ (Sadao) で、片道2車線の高速道路となりシンガポールとタイを結ぶアジア・ハイウェイの一つである。OPECの一員であるマレーシア側にタイから石油製品を求めてくるタンクローリーが多く、トラック、乗用車、長距離バスともに交通量は年々増えている。2010年代には農村のゴムやアブラヤシの林であった場所にショッピングモールを中心とする住宅団地が建設され、20世紀までの景観を変えてしまっている。
ケダ州政府は2020年を目標にケダの発展を急いでおり、新たな国境の開放（Kota Putra) の整備が進んでいる。
近年では観光業の発展も著しく、特に、ランカウイ島は有数の観光地となっている。ランカウイ全体は免税地域となっているので、品物は格安である。
1996年、クリム郡に、クリム･ハイテック・パークができて、富士電機グループ、濱田重工、HOYAなどの日本企業、インテル等の海外企業がプラントを設けた。海外からの投資を呼び込むための各種設備・制度が完備しており、かつ国際空港のあるペナン島とは橋と高速道路によって接続しているため、海外の進出企業にとっても魅力は大きい。